# スワニー (輸送艦)
マルク (SS Mark)は、ドイツの北ドイツ・ロイドの貨物船。第一次世界大戦中にアメリカに接収され、その後アメリカの民間船スワニー (SS Suwanee)、アメリカ海軍の輸送艦スワニー (USS Suwanee, ID-1320) となった。退役後は再び民間船となり、SS Poznan、Paul Luckenbachと改名されている。太平洋戦争中に日本の潜水艦により撃沈された。
「マルク」は1913年にフェーゲザックのブレーマー・ヴルカン造船所で建造された。1914年8月に第一次世界大戦がはじまったとき「マルク」は日本にあり、シュペー艦隊向けの石炭4000トンを積んで神戸を出港した。パガン島で艦隊への補給を行い、しばらく仮装巡洋艦「プリンツ・アイテル・フリードリヒ」および「コルモラン」の補給船として行動した後、「マルク」は1914年10月7日に当時は中立であったアメリカ合衆国領、フィリピンのマニラに逃げ込んだ。

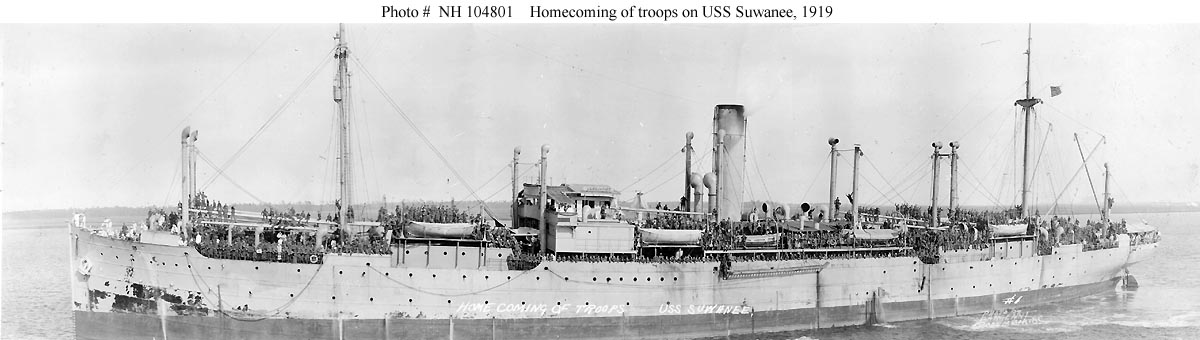
アメリカ南部、おそらくチャールストンに到着した「スワニー」。船上にはヨーロッパからの帰還兵の姿が見られる。1919年撮影。

1917年4月にアメリカ合衆国が参戦すると「マルク」は接収され、アメリカ合衆国船舶委員会の管理下に置かれた。終戦後はアメリカの民間貨物船「スワニー」となった。1919年4月11日、戦後の兵員輸送用としてアメリカ海軍が取得。同日就役した。「スワニー」は少なくとも2度の大西洋横断航海を行った。1919年10月4日、退役。民間船に戻り、後にPolish American Navigationの「SS Poznan」、次いで1922年にR. Luckenbach Steamshipの「Paul Luckenbach」となった。
1942年9月22日、アラビア海で日本「伊号第二十九潜水艦」の雷撃を受け沈没。乗っていた61名全員が生還している。
- トン数：6,579総トン
- 排水量：16,240トン
- 長さ：491フィート2 インチ (149.71 m)
- 幅：59フィート1インチ (18.01 m)
- 吃水：26フィート (7.9 m)
- 速力：12.9ノット